# Association sportive et culturelle Sonacos
L'Association sportive et culturelle Sonacos, più semplicemente nota come Sonacos, è una squadra di calcio senegalese con sede a Diourbel.
Fondato nel 1941, il Sonacos nel corso della sua storia ha vinto 4 Ligue 1 ed 1 Coupe du Sénégal.
Il Sonacos gioca le sue partite casalinghe allo Stadio Ely Manel Fall, di 5000 spettatori.

## Storia
Il Sonacos venne fondato nel 1941 con il nome di SEIB Diourbel (Société Électrique Industrielle du BAOL). La squadra mantenne questo nome fino al 1991, quando venne ribattezzata Sonacos, acronimo per Société nationale de commercialisation des oléagineux du Sénégal, una società agroalimentare senegalese proprietaria della squadra.
Nel 1980 il Sonacos vinse la sua prima Ligue 1, ripetendosi poi nel 1983, nel 1987 e nel 1996.
Nel 1987 la squadra sfiorò la doppietta campionato-coppa, perdendo in finale la Coupe du Sénégal contro il Jeanne d'Arc. La squadra vinse comunque la sua prima coppa nazionale nel 2001.

## Strutture

### Stadio
Il Sonacos gioca le sue partite casalinghe allo Stadio Ely Manel Fall, dotato di una capienza massima di 5000 spettatori.
Nel 2018 lo stadio è stato sottoposto a lavori di ammodernamento e rifacimento del manto erboso.

## Palmarès

### Competizioni nazionali
- Campionato senegalese: 4

1980, 1983, 1987, 1996
- Coppa del Senegal: 1

2001

### Altri piazzamenti
- Campionato senegalese:

Secondo posto: 1981, 1982, 2001-2002
Terzo posto: 1983, 2014-2015
- Coppa del Senegal:

Finalista: 1987